# Aldrich Ames
Pour les articles homonymes, voir Ames (homonymie).
Aldrich Hazen Ames, né le 26 mai 1941 à River Falls dans le Wisconsin est un officier de la Central Intelligence Agency (CIA) connu pour avoir été une « taupe » du KGB soviétique puis du SVR russe de 1985 à son arrestation par le FBI en 1994. Le 28 avril 1994, il est condamné à perpétuité pour espionnage.

## Enfance et carrière

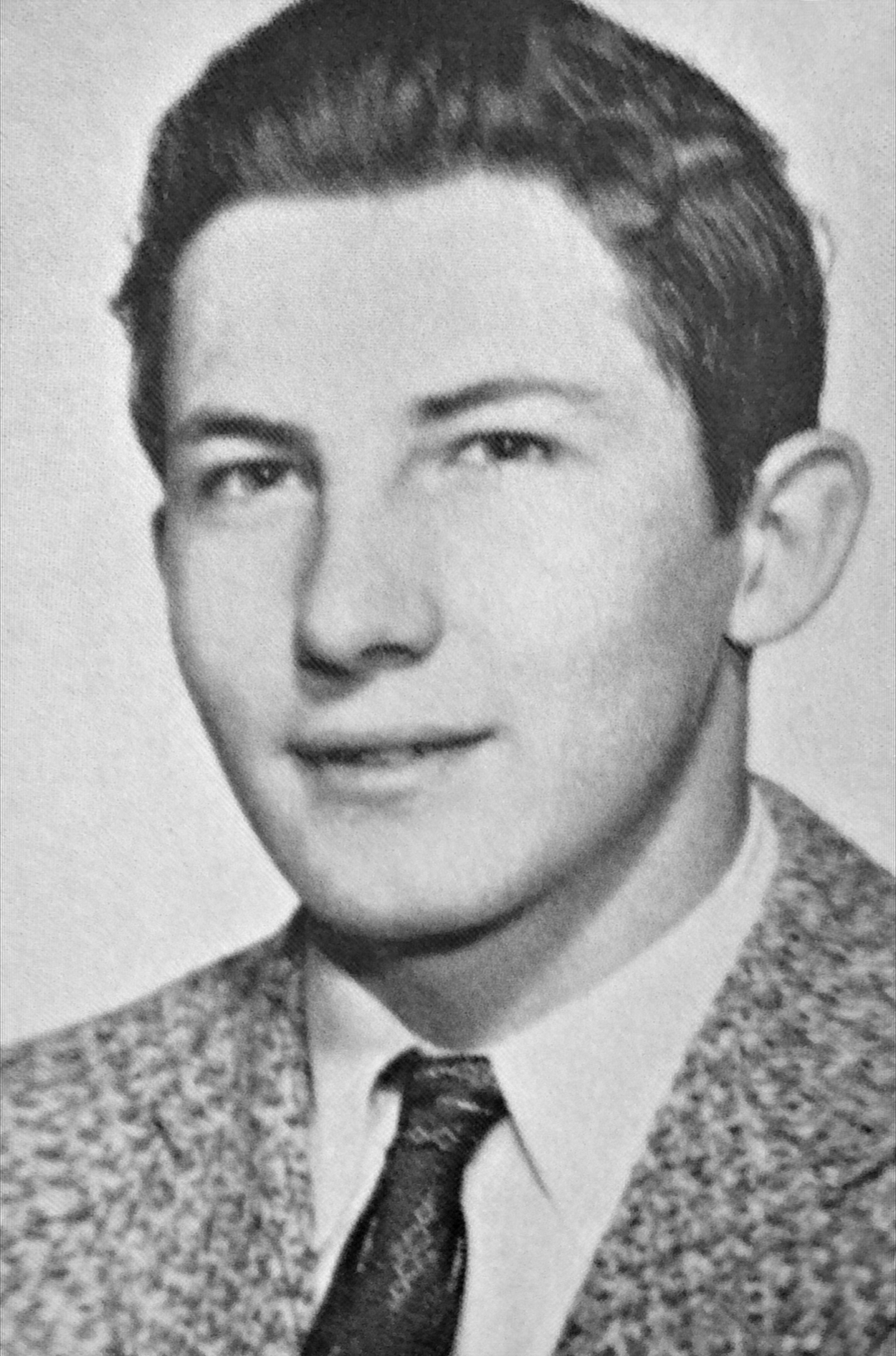
Aldrich Ames dans l'album de promotion de la McLean High School, 1958.

Aldrich (surnommé « Rick ») Ames ressent très tôt le désir d'être un agent de la CIA. Son père, lui-même agent, alors en poste à Rangoon (Birmanie), lui sert de modèle. Très jeune, il commence à se former au complexe de « la Ferme », où étaient formés les futurs agents de la centrale américaine. Et c'est là, raconte-t-il, « qu'on lui a raconté qu'il faisait partie d'un service d'élite, vital à la survie des États-Unis … et que l'on était autorisé à mentir, tricher et tromper ».
Entré en 1962 à la CIA, Aldrich Ames gravit lentement les échelons, d'abord à Langley au siège de la centrale puis à l'étranger en tant qu'officier traitant. De 1969 à 1972, Ames est d'abord en poste en Turquie, se mariant avec Nancy Segebarth, elle aussi au service de la CIA. Il recrute une étudiante proche de Deniz Gezmiş dont il obtient les noms des membres du Devrimci Gençlik (ou Dev-Genç).
Il rentre ensuite au quartier général de la CIA où il est affecté à la division URSS-Europe de l'Est de la direction des Opérations de la CIA. À ce titre, il a donc à s'intéresser, directement ou indirectement, à plusieurs informateurs soviétiques importants tels qu'Alexandre Ogorodnik, fonctionnaire du ministère des Affaires étrangères recruté à Bogota (arrêté le 21 juin 1977 à Moscou par le KGB, Ogorodnik se suicide en avalant une capsule de poison) ou bien encore Arkady Chevtchenko, numéro 2 de la représentation soviétique à l'ONU, qui fait défection en 1978. Ames bénéficie alors d'une nouvelle promotion avec sa mutation à la station de la CIA à New York.
Puis, de 1981 à 1983, il est envoyé à Mexico. À son retour, il est nommé chef de section à la division contre-espionnage pour le département Europe de l’Est-URSS, puis officier de la CIA à Rome à partir de 1986 jusqu'en 1989. Les promotions s'enchaînent : de chef de la section Europe de l’Ouest à la Division Union soviétique/Europe de l’Est de la direction des Opérations de la CIA à son retour de Rome, il devient chef de la section Tchécoslovaquie de décembre 1989 à août 1990. De septembre 1990 à août 1991, il est membre du groupe chargé de l'analyse concernant l'URSS au centre de contre-espionnage (Counterintelligence Center) de la CIA, puis chef du groupe de travail sur le KGB de septembre à novembre 1991. À partir de décembre 1991 et jusqu'à son interpellation, Ames travaille au centre anti-drogue (Counternarcotics Center) de la CIA.

## Trahison
Sa carrière de taupe commence dès 1985. Avec davantage d'attention, ses collègues auraient dû détecter certains signes avant-coureurs. Alors en poste à Mexico, Ames divorce et fait la connaissance de Mme Rosario Casas, citoyenne colombienne devenue une informatrice rétribuée de la CIA. Il accumule les dettes de jeu et boit beaucoup trop. Toutefois, il ne fait l'objet d'aucune enquête de sécurité.
À Washington, Ames franchit le pas. En avril 1985, il prend contact avec les représentants du KGB camouflés parmi le personnel diplomatique en poste. En échange de 50 000 $, il leur fournit les noms de trois agents doubles envoyés délibérément au KGB par la CIA. Devant l'importance de leur recrue, le KGB lui fournit un contact (Sergueï Chouvakhine) spécialement chargé de récupérer les sacs contenant les documents et les disquettes qu'Ames leur transmet. Dès lors, Ames dans ses différentes affectations, ne cesse de transmettre à Moscou de nouvelles informations. Cette source sera tellement précieuse pour le KGB que celui-ci n'hésite pas à lui verser, en espèces ou en diamants, la somme totale de 4,6 millions de dollars, ainsi qu'un terrain au bord d'une rivière pour y faire construire plus tard une datcha.

## Opérations révélées

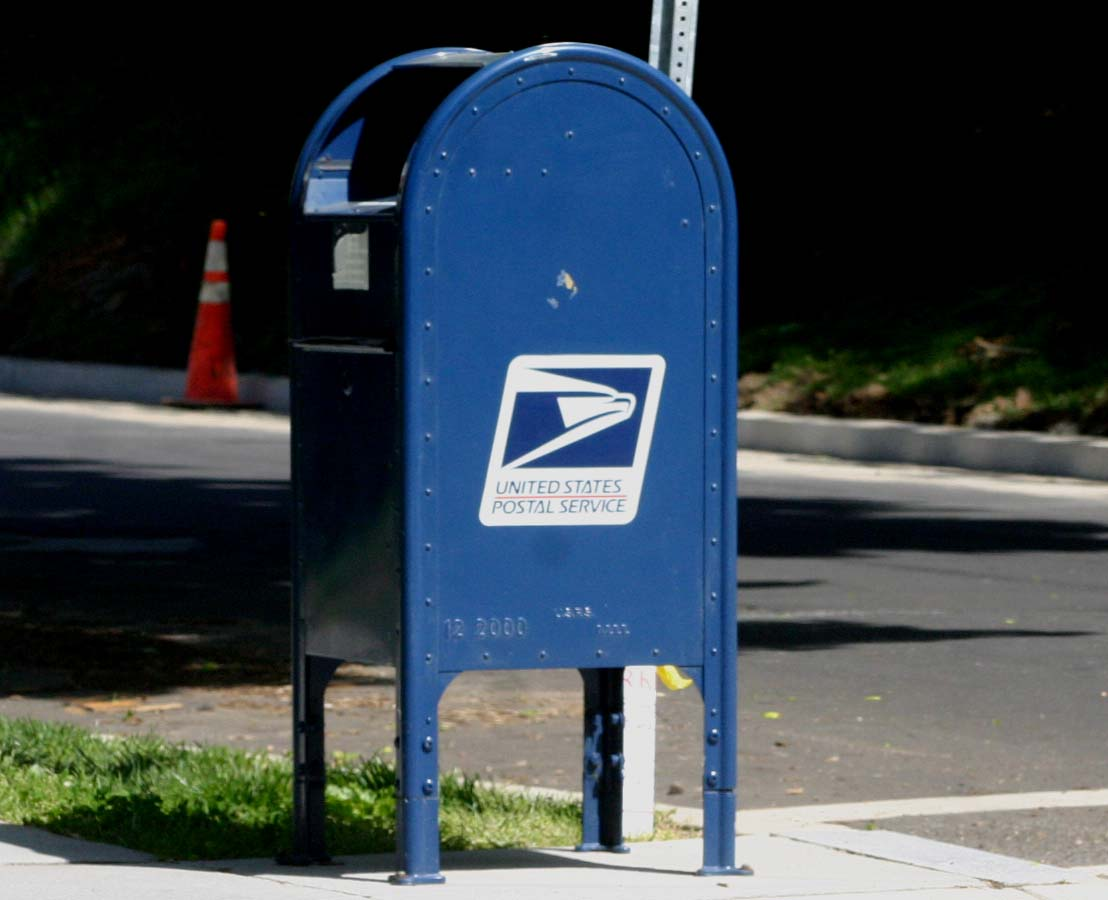
Boite aux lettres de remplacement de celle utilisée par Aldrich Ames : une barre horizontale à la craie au-dessus du logo USPS, pour signaler une rencontre souhaitée. La boîte originale a servi de pièce à conviction, depuis elle est exposée dans un musée.

Aldrich Ames a révélé nombre d'opérations menées par la CIA ciblant l'URSS, dont deux opérations techniques et au moins 25 citoyens du bloc soviétique travaillant pour la CIA :
- GTBLIZZARD, colonel Sergueï Ivanovitch Bokhan, rézidiente adjoint du GRU, le service de renseignement militaire soviétique, à Athènes. Fin mai 1985, quelques semaines avant la trahison d'Ames, Bokhan avait été rappelé à Moscou mais trouvant ce rappel suspect, il a préféré faire défection.
- GTTAW, la mise sur écoute des lignes téléphoniques d'un institut spécialisé dans les lasers et basé en banlieue de Moscou à Troïtsk. Déjà trahie par Edward Lee Howard, l'installation était devenue « muette » au printemps 1985.
- GTVANQUISH, Adolf Gueorguievitch Tolkatchev, ingénieur soviétique, arrêté en mai 1985 (soit avant la trahison de Ames ; il avait probablement déjà été trahi par Edward Lee Howard), exécuté en septembre 1986. Le KGB tendit un piège et arrêta son officier traitant américain, Paul Stombaugh, le 13 juin 1985.
- GTTICKLE, colonel Oleg Antonovitch Gordievsky, nommé rézidiente du KGB à Londres et agent du Secret Intelligence Service (« MI6 ») britannique depuis 1974. Il est rappelé à Moscou en mai 1985, avant d'être trahi par Ames, le KGB le suspectant pour des raisons qui restent inconnues. Le SIS réussit à l'exfiltrer clandestinement d'URSS en juillet 1985.
- GTWEIGH, colonel Leonid Gueorguievitch Polechtchouk, de la ligne KR (contre-espionnage extérieur) de la rézidentoura du KGB à Lagos, revenu à Moscou à cause de ce qui pourrait être un prétexte inventé par le KGB en avril 1985, arrêté en septembre 1985, condamné à mort et exécuté en 1986.
- GTMILLION, Guennadi Aleksandrovitch Smetanine, colonel du GRU qui avait contacté la CIA à Lisbonne en 1983. Il est interpellé fin 1985, condamné à mort et exécuté. Son épouse Svetlana, sa complice, est également arrêtée et condamnée à cinq ans de prison.
- GTFITNESS, Guennadi Grigorievitch Varenik, colonel de la division des illégaux de la station du KGB à Bonn, qui avait contacté la CIA en mars 1985. Arrêté en novembre 1985, condamné à mort et exécuté en février 1987.
- GTVILLAGE, Alexandre Baranov, stagiaire au consulat soviétique de Surabaya, en Indonésie, rappelé en mars 1986 en URSS et interrogé par le KGB. Considérant qu’il n'avait pas fourni à la CIA d'informations ayant pu nuire à la sécurité de l'URSS, il n'est pas poursuivi à l'issue de son interrogatoire.
- GTCOWL, Sergueï Iourievitch Vorontsov, commandant à la direction du KGB pour Moscou et sa région, qui avait contacté la CIA à Moscou durant l'été 1984. Interpellé début 1986, utilisé pour piéger son officier traitant Michael Sellers le 10 mars 1986, condamné à mort et exécuté.
- GTGENTILE, Valeri Fedorovitch Martinov, lieutenant-colonel de la ligne X (renseignement scientifique et technologique) du KGB à Washington. Rappelé en URSS fin 1985, arrêté, condamné à mort et exécuté.
- GTGAUZE, Sergueï Mikhaïlovitch Motorine, commandant appartenant à la ligne PR (renseignement politique) de la résidence du KGB à Washington. Condamné à mort et exécuté.
- GTABSORB, l'envoi depuis le Japon vers l'Allemagne de l'Ouest d'un conteneur transitant par le territoire de l'URSS. plein de capteurs de haute technologie destinés à déceler les installations nucléaires soviétiques. Le matériel est intercepté par le KGB en février 1986.
- GTMEDIAN, Vladimir Viktorovitch Potachov, analyste militaire de l'Institut d'études des États-Unis et du Canada, arrêté en juillet 1986. Condamné à treize ans de prison, amnistié en 1992[7].
- GTTWINE, Boris Nikolaïevitch Ioujine, lieutenant-colonel de la ligne PR du KGB affecté à San Francisco, arrêté en décembre 1986, condamné à quinze ans de prison, amnistié en 1992.
- GTJOGGER, Vladimir Mikhaïlovitch Pigouzov, lieutenant-colonel de la ligne PR du KGB en poste à Jakarta, recruté en 1978 mais inactif depuis 1979. Arrêté en 1986, condamné à mort et exécuté.
- GTBEEP, Dmitri Poliakov, général du GRU qui avait été recruté par le FBI en 1961. Interpellé le 7 juillet 1986, condamné à mort et exécuté.
- GTACCORD, Vladimir Mikhaïlovitch Vassil'ev, attaché militaire et colonel du GRU en Hongrie, trahi également par Howard mais pas identifié initialement, arrêté en juin 1986, condamné à mort et exécuté.
- GLAZING, TAME, BACKBEND, VEST, EASTBOUND : autres agents de la CIA dont le nom n'a pas été révélé publiquement et qui ont continué à vivre en Russie.
  - GTEASTBOUND est un ingénieur travaillant dans un institut de radars à Novossibirsk. Son officier traitant Erik Sites est arrêté à Moscou le 7 mai 1986. La CIA conclut par la suite que EASTBOUND avait été dès le début un agent double envoyé par le KGB.
  - GTGLAZING est le commandant du KGB Guennadi Vassilenko (également alias MONOLITE) qui entretenait des contacts amicaux non autorisés par sa hiérarchie avec l'officier de la CIA Jack Platt. Dénoncé par Robert Hanssen, Vassilenko est détenu et interrogé de janvier à juin 1988, et finalement renvoyé du KGB sans retraite[8].

En juillet 1987, Aldrich Ames trahit deux autres agents qu'il avait personnellement traités à New York à la fin des années 1970 :
- GTPYRRHIC, Sergueï Petrovitch Fedorenko, diplomate, recruté en 1973 par la CIA à New York. Autorisé à nouveau à voyager aux États-Unis en 1989, il y fera défection en 1990.
- GTBYPLAY, un scientifique soviétique qu'Ames avait traité quand il était en poste à New York à la fin des années 1970. Cette personne n'a pas fait l'objet de poursuites par le KGB pour des raisons inconnues.
- GTMOTORBOAT, membre des Services secrets bulgares qui contacte la station de la CIA à Rome à l'été 1989 et est traité par Ames qui y était en poste. Ames en informe le KGB mais MOTORBOAT n'a apparemment pas été arrêté.
- GTPROLOGUE, en fait Alexandre « Sacha » Jomov, un haut responsable de la section américaine de la deuxième direction principale (contre-espionnage) du KGB en contact avec la CIA de juin 1988 à 1991[9]. Ames a connaissance de l'existence de PROLOGUE en juin 1990 et en informe le KGB en octobre suivant. Ames ne savait pas que dès juillet 1990, la CIA avait conclu définitivement, et avec raison, que Jomov avait été sciemment envoyé par le KGB pour intoxiquer la CIA.

Ames a aussi fourni au KGB les identités de centaines d'agents de la CIA d'autres nationalités de par le monde.

## Enquête et arrestation
Les enquêtes menées pour déterminer la cause de la perte d'autant d'agents sont extrêmement lentes. Ames subit deux passages de routine au détecteur de mensonge sans que sa trahison ne soit détectée. Et pourtant, les éléments suspects deviennent de plus en plus importants : son train de vie excédant largement son salaire annuel officiel de 60 000 dollars américains. En effet, figurent parmi ses dépenses :
- une maison de 540 000 dollars à Arlington (Virginie), payée comptant ;
- une voiture Jaguar d'une valeur de 60 000 dollars ;
- des factures mensuelles de communications téléphoniques de plus de 6 000 dollars, comprenant de nombreux appels effectués par son épouse, dont la famille habite Bogota.

À ceux qui s'étonnent du train de vie affiché et assumé par Ames, celui-ci répond que sa femme avait fait un héritage en Colombie.
Il semble qu'Ames ne soit démasqué que grâce à la trahison d'un officier du SVR. Baptisé du nom de code « Avenger », cet officier informe la CIA en 1993 de la présence d'une taupe au sein de l'Agence, donnant assez de détails pour orienter l'enquête sur Ames.
À l'occasion d'un échange d'espions en 2010, la firme américaine spécialisée dans le renseignement Stratfor rapporte une rumeur selon laquelle l'un d'entre eux, Alexandre Zaporojsky, avait donné des informations aux Américains ayant contribué à l'arrestation d'Aldrich Ames et de Robert Hanssen.
En 2019, il était incarcéré à l'« Institution correctionnelle fédérale de Terre Haute (en) », dans l'Indiana.

## Conséquences de l'affaire Ames
Les remous de l'affaire Ames ont été nombreux.
- la CIA est publiquement humiliée. Elle a abrité en son sein une taupe de haut niveau et ne l'a jamais détectée. Les dégâts sont immenses. Pendant plusieurs années, elle reste aveugle en URSS et doit compter sur ses alliés pour obtenir des informations. Son directeur de l'époque, James Woolsey, démissionne ;
- Ames est la seconde taupe dans la CIA à être arrêtée. Un autre cas, celui d'Edward Lee Howard, a déjà provoqué des remous ;
- le comble sans doute est que la sécurité interne de la CIA n'ayant rien détecté en dépit de nombreuses recherches, c'est le FBI qui, en reprenant toute l'enquête depuis le départ, récolte les lauriers et prend sa revanche sur sa rivale (victoire de courte durée car bientôt éclatera l'affaire Robert Hanssen[14]) ;
- l'avocat d'Ames, Plato Cacheris, menace de mettre en cause la légalité des recherches et des saisies du FBI dans la maison et dans le bureau d'Ames, car dépourvues des mandats de perquisition nécessaires. Le fait qu'Ames ait plaidé coupable rend la menace sans objet. Le Congrès a voté une loi attribuant à la United States Foreign Intelligence Surveillance Court ce pouvoir spécifique[15].

### Dans la fiction
Aldrich Ames est un personnage secondaire important du roman Icon de Frederick Forsyth (1996). Forsyth y livre aussi une biographie assez documentée du célèbre espion.

### Filmographie
En 1998, le réalisateur John C. Mackenzie a tourné un téléfilm de 95 minutes sur l'affaire Ames. Le titre original en était : Aldrich Ames: Traitor Within ; le titre français, Aldrich Ames, agent trouble. Le scénariste, Michael Burton, est resté relativement proche des faits réels. La musique a été confiée à Mark Ryder, la photographie à Walter Mcgill. Les acteurs principaux étaient Dwight Mcfee, Elizabeth Peña, Timothy Hutton et Joan Plowright.